# Коммунистический союз молодёжи Башкортостана
Коммунистической Союз молодёжи Башкортостана — областная молодёжная организация, основанная в 1919 году.

## История
Предшественниками «Коммунистической Союз молодёжи Башкортостана» были созданные в 1917 году в г. Уфе Союз социалистической молодёжи и Организация студентов и курсисток-социалистов. Союз социалистической молодёжи состоял из двух фракций: большевистской и меньшевистской. Руководил работой Союза Уфимский комитет РСДРП(б). Председателем комитета Союза был В. Ковшов. Организация студентов и курсисток-социалистов состояла из студентов и учащихся, сочувствующих социал-демократам и эсерам.
В 1917 году был образован союз молодёжи «III Интернационал», в марте — мае 1918 года — союзы рабочей молодёжи, в Старой Уфе и Нижегородке. В 1919 году на общегородском собрании мусульманской молодёжи было избрано оргбюро для создания комсомольской организации.
15-16 августа 1919 года состоялась первая Уфимская губернская конференция (съезд) комсомольцев. Была создана первая Уфимская губернская комсомольская организация, избран губком РКСМ. В состав губкома вошли председатель губкома Н. Каврайская, П. Наумов, В. Аглинцев, Ю. Файвилевич, А. Гапеев.
В 20-е годы XX века в Уфе созывались первые конференции латышской организации Союза молодёжи, конференция башкирско-татарских комсомольцев и конференция комсомольцев восточных национальностей. В 1921 году все национальные бюро и секции были ликвидированы.
26 августа 1920 года в г. Уфе состоялась I губернская конференция. Был избран состав бюро при Уфимском губкоме РКСМ. В его состав вошли: Ш. Уразаев, Т. Имамутдинов, М. Гумеров, Т. Аюпов, М. Нуркаева, X. Мустафин, Русаев и А. Гапеев.
В 1920 году в Стерлитамаке состоялась учредительная конференция комсомольской организации Малой Башкирии. В 1922 в Уфе прошла конференция, объединившая Уфимскую губернскую комсомольскую организацию и комсомольскую организацию Малой Башкирии.
В связи с упразднением Уфимской губернии на II Всебашкирском съезде РКСМ 29 сентября 1922 года было принято решение о ликвидации Уфимского губкома. Было избрано бюро Башкирского обкома РКСМ, в состав которого вошли: Н. Алышев (секретарь), Б. Ишемгулов, А. Чиглинцев, А. Левицкий и Г. Галин.
После съезда возникли новые комсомольские ячейки, в них увеличился приток молодёжи. Так если ко времени созыва съезда в Малой Башкирии было 1800 комсомольцев, то к началу 1921 года областная комсомольская организация насчитывала уже 7600 членов РКСМ. А к X областной конференции (1930 год) в организации насчитывалось 79 тысяч комсомольцев.
Комсомольские ячейки республики придерживались устава ВЛКСМ, выступали помощниками партийных организаций в укреплении советской власти в Башкортостане, в работе по восстановлению народного хозяйства Башкирии после Гражданской войны. Комсомол Башкортостана также принимал участие в борьбе с голодом 1921 года, в борьбе с неграмотностью населения в 20-30-х годах, в организации пионерского движения.
В годы первых пятилеток комсомол Башкирии шефствовал над освоением нефтяных и газовых месторождений республики. При его участии был построен город Ишимбай.
В период индустриализации комсомол Башкортостана направил на новостройки страны две тысячи квалифицированных молодых рабочих, в первой половине 30-х годов прошло три всебашкирских комсомольских субботника в фонд обороны.
Большую работу комсомол проводил в деревне — около 60 комсомольцев возглавляли колхозы, 360 — бригады, свыше 300 работали агрономами. Комсомольцев призывали к улучшению подготовки трактористов, к укреплению МТС, увеличению количества силосных ям («Даешь, Башкортостан, 60 тысяч силосных ям!»)
Не обошли стороной комсомол республики и политические репрессии 30-х годов. На XII Башкирской областной комсомольской конференции (январь 1938 г.) было сказано, что в республике разоблачено 18 «контрреволюционных гнезд», 19 секретарей РК ВЛКСМ изгнаны с работы. В период между двумя конференциями исключено из комсомола 1623 человека, в том числе 273 — как враждебные элементы, 366 — как классовый враг. Многие из них были арестованы. В 1938 году был арестован органами НКВД Башкирской АССР по обвинению в принадлежности к башкирской контрреволюционной буржуазно-националистической повстанческой организации молодёжи редактор газеты «Комсомолец Башкирии» В. В. Кирьянов, репрессирован первый секретарь Башкирского обкома ВЛКСМ (июль 1938 − август 1938) Манаков Булат Ситдикович, по доносу первого секретаря обкома партии Заликина А. Т. была арестована и расстреляна воспитанница башкирского комсомола, секретарь ЦК ВЛКСМ, депутат Верховного Совета СССР Ш. Тимергалина.
В первые дни Великой Отечественной войны сотни комсомольцев республики ушли добровольцами на фронт. Башкирский обком ВЛКСМ провел комсомольские мобилизации на фронт, 35 тысяч ребят прошли военную подготовку по программе народного ополчения.
Только в рядах Башкирской кавалерийской дивизии воевали около 500 комсомольцев. Комсомольцами Республики были Александр Матросов, Муса Гареев, Герои Советского Союза — Зубай Утягулов, Александр Старцев, Маргуба Сыртланова. Комсомольцы Башкортостана, работавшие в тылу? собрали 13 326 000 рублей на строительство авиационной эскадрильи «Комсомолец Башкирии» и 927 000 рублей на танковую колонну «Пионер Башкирии».
После войны комсомольцы развернули соревнование за досрочное выполнение четвёртой пятилетки. Особо отличились комсомольцы Гатаулла Ямалетдинов, Андрей Чистов, Павел Ухов, Фатыма Акбулатова и другие — в 1947 году выполнившие пятилетние задания. В селе в 1948 году 210 комсомольцев были удостоены правительственных наград за высокие показатели в труде.
Комсомольцы Башкортостана участвовали в обустройстве Шкаповского нефтяного месторождения (в 1956 году по путевкам комсомола туда было направлено 2,5 тысячи молодых строителей), возводили заводы железобетонных конструкций в Уфе, Салавате (комбинат № 18) и Сибае. Около 70 процентов строителей новых промышленных центров республики — Салавата, Октябрьского, Кумертау, Сибая, Туймазов — составляла молодёжь.
Ударными комсомольскими стройками республики были нефтепровод Уфа — Омск, газопровод Шкапово — Магнитогорск, Стерлитамакский завод синтетического каучука, Шкаповский и Туймазинский газобензиновые заводы, цеха Уфимского завода синтетического спирта и Уфимского химического завода. На освоение целинных земель в районы Башкирского Зауралья по путевкам комсомола выезжали 4,5 тысячи добровольцев. Там они создали зерновые совхозы «Урал», Маканский, Матраевский и Хайбуллинский.
В 1968 году комсомольские организации части городов республики были награждены орденом Трудового Красного знамени. Комсомол Башкирии был крупнейшим объединением ВЛКСМ в стране. В нём к концу 1970-х годов состояло около 800 тыс. членов.
В октябре 1968 года комсомольцами БАССР в городах республики установлены стелы с заложенными под ними посланиями комсомольцам 2018 года.
В 1990 году при расформировании ВЛКСМ правопреемником комсомола в БАССР стал Союз демократической молодёжи Башкортостана. 20 октября 1990 года региональное отделение ВЛКСМ переименовано в Союз демократической молодёжи Башкирии. В России был создан российский комитет комсомола, который позже стал Российским союзом молодёжи (РСМ). Первым председателем башкирского республиканского комитета СДМБ стал Альберт Мифтахов.
В отличие от членов ВЛКСМ, члены новых молодёжных организаций не занимаются построением коммунистического общества, аполитизированы и не имеют явных политических установок. Основное внимание уделяется созданию условий для молодёжи для самореализации в науке, искусстве, творчестве, бизнесе.

### Студенческие строительные отряды и интердвижения
В БАССР первый студенческий отряд был организован в 1960 году. На летние каникулы 15 студентов Башкирского государственного университета имени 40-летия Октября (ныне Уфимский университет науки и технологий) выехали на строительство Усть-Илимского ГЭСа. Это был отклик на призыв принять участие во Всесоюзной комсомольской стройкехимических предприятий Башкортостана. Уже 1963 году на ударных стройках нефтехимической промышленности работали 400 студентов башкирских ВУЗов. Постановлением Башкирского обкома комсомола от 11 марта 1964 года принято решение о проведении в республике трудового семестра. Этот год вошел в историю как год официального формирования студенческих отрядов в республике. В первый же год в ССО участвовали более 11 тысяч студентов, из них 4.5 тысячи работали в сельском хозяйстве.  Студенты башкирских ВУзов активно принимали участие в строительстве таких объектов, как Уфимский завод синтетического спирта, газопровада Бухара —Урал, газопровода Магнитогорск—Уфа—Средняя Азия, автозавода в г. Тольяти, газонефтепровода Кушкуль—Уфа, Байкало-Амурской магистрали, в строительстве желзной дороги Берорецк—Карламан, Мелеузского химического комбината, Ново-Стерлитакской ГЭС, Уфимский тепличный комбинат, Октябрьский завод “Автоприбор”.  В 1959—66 годах студенчесие отряды работали почти на всех стройках страны. По инициативе Башкирского обкома комсомола была разработана единая форма одежды, нашивки и значки.
В 1966 году по инициативе свободной немецкой моледежи ГДР в целях обмена студенческими отрядами учебных заведений ГДР и стран социалистического лагеря был организован международный студенческий лагерь труда и отдыха. На основании этого соглашения между Башкирским государственным университетом (ныне Уфимский университет науки и технологий) и Галльсим университетом был подписан договор об обмене интерноциональными отрядами (интеротрядами). В Башкирии было создано два отряда по 21 студенту. Выездной отряд в ГДР назывался “Башкиря” и внутренний отряд назывался “Дружба”. Эти названия не менялись в течение всей деятельности интеротрядов. Обмен интеротрядами длился 20 лет с 1968 по 1988 год и являлся уникальной формой сотрудничества высших учебных заведений и государств.
"Движение интеротрядов обязано своим рождением комсомолу и является одним из самых удачных проектов в его истории. Интеротряды как проводники идей дружбы, мира, интернационализма дали тысячам студентов мощный заряд творчества, трудовой закалки и жизненного опыта, который они пронесли через всю свою жизнь”,
 — делится впечатлениями участник интердвижения 1986-1987 годов, автор книг  “А стройотряды ... шагают дальше”, "Интердвижение в Башкортостане" Наиль Махмутов..
Интердвижение прекратило существование с закатом Советского Союза.

## Губернские и областные комсомольские съезды и конференции
- I губернская конференция РКСМ (г.Уфа). 15–16 августа 1919 г.
- II губернская конференция РКСМ (г.Уфа). 10 декабря 1919 г.
- III губернский съезд РКСМ (г.Уфа). 1 июня 1920 г.
- IV губернский чрезвычайный съезд РКСМ (г.Уфа). 1сентября 1920 г.
- V губернский съезд РКСМ (г.Уфа). 17–21 мая 1921 г.
- VI губернский съезд РКСМ (г.Уфа). 4–8 сентября 1921 г.
- VII губернский съезд РКСМ (г.Уфа). 10–13 марта 1922 г.
- I Всебашкирский съезд РКСМ (г.Стерлитамак). 18 октября 1920 г.
- II Всебашкирский объединительный съезд РКСМ (г.Уфа). 29 сентября 1922 г.
- III Всебашкирский съезд РКСМ (г.Уфа). 2–7 апреля 1924 г.
- IV Всебашкирский съезд РЛКСМ (г.Уфа). 20 мая 1925 г.
- V Всебашкирский съезд РЛКСМ (г.Уфа). 25 января 1926 г.
- VI Всебашкирский съезд ВЛКСМ (г.Уфа). 5 марта 1927 г.
- VII Всебашкирский съезд ВЛКСМ (г.Уфа). 24 марта 1928 г.
- VIII Всебашкирский съезд ВЛКСМ (г.Уфа). 15 мая 1929 г.
- IX областная конференция ВЛКСМ (г.Уфа). 1–6 декабря 1930 г.
- X областная конференция ВЛКСМ (г.Уфа). 25 июня 1932 г.
- XI областная конференция ВЛКСМ (г.Уфа). 10 марта 1936 г.
- XII областная конференция ВЛКСМ (г.Уфа). 6 января 1938 г.
- XIII областная конференция ВЛКСМ (г.Уфа). 7 февраля 1939 г.
- XIV областная конференция ВЛКСМ (г.Уфа). 27 сентября 1940 г.
- XV областная конференция ВЛКСМ (г.Уфа). 27 декабря 1944 г.
- XVI областная конференция ВЛКСМ (г.Уфа). 4 января 1947 г.
- XVII областная конференция ВЛКСМ (г.Уфа). 20 января 1949 г.
- XVIII областная конференция ВЛКСМ (г.Уфа). 29 января 1951 г.
- XIX областная конференция ВЛКСМ (г.Уфа). 7–8 января 1953 г.
- XX областная конференция ВЛКСМ (г.Уфа). 13 января 1954 г.
- XXI областная конференция ВЛКСМ (г.Уфа). 9–10 декабря 1955 г.
- XXII областная конференция ВЛКСМ (г.Уфа). 15 января 1958 г.
- XXIII областная конференция ВЛКСМ (г.Уфа). 19–20 января 1960 г.
- XXIV областная конференция ВЛКСМ (г.Уфа). 16–17 января 1962 г.
- XXV областная конференция ВЛКСМ (г.Уфа). 21–22 января 1964 г.
- XXVI областная конференция ВЛКСМ (г.Уфа). 27–28 января 1966 г.
- XXVII областная конференция ВЛКСМ (г.Уфа). 6 марта 1968 г.
- XXVIII областная конференция ВЛКСМ (г.Уфа). 13 февраля 1970 г.
- XXIX областная конференция ВЛКСМ (г.Уфа). 1 марта 1972 г.
- XXX областная конференция ВЛКСМ (г.Уфа). 9 февраля 1974 г.
- XXXI областная конференция ВЛКСМ (г.Уфа). 27 декабря 1975 г.
- XXXII областная конференция ВЛКСМ (г.Уфа). 3 марта 1978 г.
- XXXIII областная конференция ВЛКСМ (г.Уфа). 27 декабря 1979 г.
- XXXIV областная конференция ВЛКСМ (г.Уфа). 20 февраля 1982 г.
- XXXV областная конференция ВЛКСМ (г.Уфа). 13 января 1985 г.
- XXXVI областная конференция ВЛКСМ (г.Уфа). 7 февраля 1987 г.
- XXXVII областная конференция ВЛКСМ (г.Уфа). 20 января 1990 г.
- I республиканская конференция СДМБ (г.Уфа). 16 февраля 1991 г.
- II республиканская конференция СДМБ (г.Уфа). 29 октября 1994 г.
- III республиканская конференция СДМБ (г.Уфа). 29 мая 1998 г.

## Премии комсомола Башкортостана
- Премия комсомола Башкирии в области науки, техники и производства
- Премия комсомола Башкирии имени Г. Саляма[9] (с 1967 г., присуждалась авторам лучших по идейно-эстетическим достоинствам произведениям литературы, музыки, живописи, исполнительского мастерства). В 1995 году премия переименована в «Государственную республиканскую молодёжную премию имени Шайхзады Бабича в области литературы, искусства и архитектуры».

## Награды
В 1964 году комсомол города Салават БАССР был награждён орденом Трудового Красного знамени. На площади Комсомольская города Салавата установлена стелла в честь этого события.

## Печать
Первоначально Башкирский обком комсомола не имел своей газеты и выпускал печатные листки при партийных газетах «Башкортостан» и
«Кызыл курай» — «Уголок красной молодёжи» и «Страницы красной молодёжи».
4 мая 1920 году вышел первый номер газеты «Юношеская правда» — орган Уфимского губкома РКСМ.
В 1921 году была создана, издававшая короткое время, комсомольская газета «Йэш йорэк» («Юное сердце»).
В 1923 году после объединения комсомольских организаций Малой Башкирии и Уфимской губернии вышел первый номер органа Башкирского обкома РКСМ «Йэш юксыл» («Юный пролетарий»). В 1925 году газета «Йэш юксыл» была передана татарской молодёжи, а для башкирских комсомольцев создана новая газета «Башкортостан йэштэре» («Молодёжь Башкортостана»). Первый номер газеты вышел 27 марта 1925 года. В 1930 году эти газеты меняют своё название. «Йэш юксыл» была переименована в «Яшь коммунар», «Башкортостан йэштэре» — в «Ленинсе».
С 6 января 1934 стала выходить газета на русском языке «Комсомолец Башкирии» — орган Башкирского обкома и Уфимского горкома ВЛКСМ.
С началом войны издание молодёжных газет в Башкортостане было прекращено — многие редакторы и корреспонденты молодёжных газет были призваны в Красную Армию. Одним из первых ушёл на фронт редактор «Комсомольца Башкирии» А. И. Гутров. Были призваны и бывшие редакторы национальных изданий А. Аминев и К. Муртазин.

## Память
В Стерлитамаке, на здании по улице Комсомольской, 78, установлена мемориальная мраморная доска: «В этом здании 15 октября 1920 года состоялся I Всебашкирский съезд РКСМ».
С 1978 по 1991 год в Уфе работал Музей истории комсомола Башкирии. В настоящее время материалы музея хранятся в Центральном государственном архиве общественных объединений Республики Башкортостан.

## Первые секретари башкирского обкома комсомола
- Емалетдинов, Нуфат Набиуллыч (1920—1921)
- Галин, Габбас Халилович (1921—1922)
- Кушаев, Губайдулла Абдуллович (1922—1924)
- Алышев, Николай Федорович (1922—1923)
- Чиглинцев, Александр Петрович (1923—1925)
- Галин, Гумер Халилович (1925—1927)
- Бикбулатов, Мусафа Шагинурович (1927—1929)
- Хадисов, Ахмет Мустафич (1929 −1931)
- Тимергалина, Шарифа Тимергазеевна (1931—1936)[12]
- Ахмеров, Юсуп Галевич (1936 −1937)
- Коростелин, Сергей Илларионович (1937—1938)
- Манаков, Булат Ситдикович (1938—1938)
- Абдуллин, Ахмет Гатауллович (1938—1940)
- Набиуллин, Валей Габеевич (1940—1943)
- Мустафина, Фатима Хамидовна (1943—1944)
- Клюкин, Виктор Иванович (1944—1944)
- Саяпов, Тимир Шаймухаметович (1944—1951)[13]
- Акназаров, Зекерия Шарафутдинович (1951—1954)
- Мигранов, Раис Хадыевич (1954—1960)
- Тухватуллина, Клара Габдрахмановна (1960—1963)
- Сулейманов, Ирик Гадеевич (1963—1966)
- Поройков, Юрий Дмитриевич (1966—1968)
- Ярлыкапов, Абрар Бадретдинович (1968—1972)
- Маслобоев, Юрий Александрович (1972—1978)
- Бахтизин, Наиль Тагирович (1978—1981)
- Авдеев, Анатолий Алексеевич (1981—1985)
- Епифанцев, Сергей Николаевич (1985—1987)
- Сафуанов, Рафаэль Махмутович (1987—1990)